# Alejandro Pietri
Alejandro Pietri Pietri (20 de julio de 1924 - 5 de mayo de 1992) fue un arquitecto venezolano y profesor universitario que diseñó importantes proyectos posmodernistas en el siglo XX en Venezuela y en otros países.

## Biografía
Discípulo de Frank Lloyd Wright, su trabajo incluye el diseño de las Estación del Teleférico de "Mariperez" que conecta la ciudad de Caracas con el Parque nacional El Ávila así como la Estación del Teleférico "El Cojo" de Macuto que conecta este Parque nacional con el estado La Guaira. Estas obras fueron desarrolladas en 1956 por encargo del para entonces Ministerio de Obras Públicas. Las obras civiles de las estaciones fueron construidos por las compañías venezolanas Precomprimidos, C.A. y ENECA, mientras que los sistemas teleféricos y los funiculares al Hotel Humboldt fueron responsabilidad de la firma alemana Heckel, a través de su representante Georg Jablonski, y también de la compañía alemana Saarbrucken del gobierno que presidía el General Marcos Pérez Jiménez, notorio por sus planes de modernización del país y sus grandes obras de infraestructura. Pietri Pietri realizó una gran cantidad de obras de infraestructura de gran envergadura así como conocidos edificios y excéntricas casas de la capital declaradas en la actualidad como patrimonio cultural de la Nación venezolana y que fueron en su época ejemplos de modernidad y progreso que caracterizaban un nuevo modelo urbano. 
Fue de los más importantes exponentes de la Exposición Internacional de 1960, más conocida como la Expo '60. De esta exposición devino la construcción del Parque del Este para fungir como su sede. Miembro del equipo que conjuntamente con el brasileño Roberto Burle Marx fue contratado en 1956 para la ejecución de los jardines de la Expo. Con ocasión de la Expo' 60 le fue específicamente encargada la dirección del diseño de una gran cantidad de infraestructuras urbanas, culturales y deportivas, así como edificios gubernamentales que formarían parte de un ambicioso proyecto de modernización de la ciudad que se concretaría parcialmente en años posteriores.
Estuvo casado con Elizabeth Wallis Landáez de Pietri, con quien tuvo dos hijos.